# Acrepidopterum capilosum
Acrepidopterum capilosum là một loài bọ cánh cứng trong họ Cerambycidae.